# Басаргины
Басаргины́ — древний русский дворянский род, ведущий начало от Кира Басаргина, который был рындой при Иоанне Грозном в 1556 г. В XVII столетии один из Басаргиных, Еремей Тимофеевич, был в дворянах московских, в начальных людях. В 1699 г. трое Басаргиных владели населенными имениями.
Род был записан в VI часть родословных книг Владимирской и Орловской губерний, но правительственным Сенатом не утверждён.

## Известные представители
- Басаргин, Григорий Гаврилович (1790—1853) — русский картограф.
- Басаргин, Владимир Григорьевич (1838—1893) — российский флотоводец, географ, вице-адмирал.
- Басаргин, Николай Васильевич (1799—1861) — поручик лейб-гвардии Егерского полка, декабрист, мемуарист и публицист.
- Ольга Ивановна Менделеева (в замужестве Басаргина) — жена Н. В. Басаргина, сестра Д. И. Менделеева
- Басаргина, Анна Григорьевна (в замужестве Врубель, ум. 1859) — мать М. А. Врубеля.